# Terrorcore
Terrorcore ili samo Terror (na nizozemskom i francuskom jeziku se naziva i "terreur") je podvrsta i ubrzana inačica hardcore techna. Neki izvori navode da je terrorcore nastao u Frankfurtu 1994. s osnivanjem diskografske kuće Kotzaak (podizdavačka kuća Planet Core Productiona), a neki navode da je nastao 1996. u Nizozemskoj. U kratkom vremenu, u Europi su se počeli pojavljivati terrorcore izvođači. Nizozemska i Njemačka imaju veliku terrorcore scenu. Primjećuje se razlika prema drugim podvrstama hardcorea poput breakcorea koji koristi uzorke breakbeat hardcorea, i speedcorea koji se posebno usredotočuje na brži tempo. Terrorcore je težak glazbeni stil kojeg je teško opisati jer svatko ima različito tumačenje glazbe. Često je terrorcore opisan, kao i ostali zvukovi, sintentiziran za stvaranje 'terror efekta' u glazbi s pravilnim i malo glasnijim zvukovima. U nekim vrstama plesne glazbe, DJ-i stavljaju oštre terror zvukove.
Najčešća svojstva terrorcorea su:
- Tempo od 200 do 240-250 BPM-a
- Visina tona raznolikih niskih zvukova
- Pjesme s heavy metal zvukova koje DJ mogu preuzeti od izdanja heavy metal sastava.
- Uzorci iz horror filmova
- Manje melodičniji od ostalih gabber radova